# ジャームのミナレット

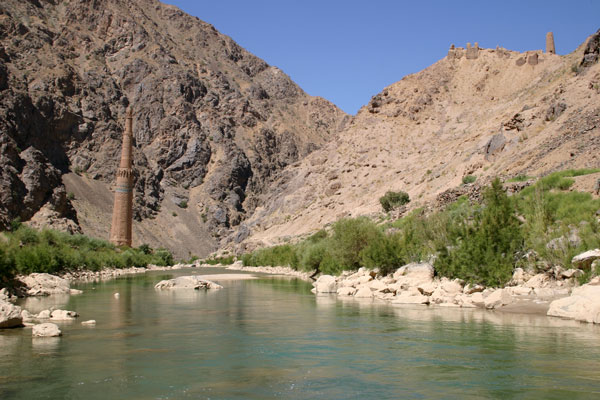
ジャームのミナレット

ジャームのミナレットはアフガニスタンのゴール州、ハリー川とその支流ジャーム川の合流点のほとりにあるミナレット（尖塔）。ゴール朝（グール朝）のスルターン、ギヤースッディーン・ムハンマド（在位：1163年 - 1202年）が築いたとされる。

## 概要
このミナレットは八角形の土台の上に60mの高さを持ち、褐色の煉瓦と、青色のタイル装飾、ブハラで発展を遂げた幾何学模様、クーフィー体アラビア文字の刻印などを特徴とする。このミナレットはゴール朝の最盛期であり、滅亡寸前でもあった12世紀末頃に建てられており、ゴール朝における建築技術の最高峰とも言われる。
これは後に元ゴール朝の将軍でデリー・スルターン朝の奴隷王朝を開いたクトゥブッディーン・アイバクによって建設されたミナレット、クトゥブ・ミーナール（インド）に影響を与えたと言われる。ちなみに、このミナレットの建設の目的は明らかではなく、「凱旋記念碑である」、「昔あったモスクの残骸」など様々な説が唱えられている。

### ミナレットの再発見
このミナレットは、ゴール朝の滅亡以降忘れ去られていたが、アフガニスタン人の考古学者、アフマド・アリー・ハーン・コフザードとフランス人のアンドレ・マリクの率いる探検隊によって1957年8月18日に発見された。
1960年代にはイタリア人のアンドレア・ブルノによって発掘が行われた。その文物はカーブル美術館に納められている。

### 文化財の破壊
1964年に、旧バザールがホテル建設のため破壊され、その後もジャームのミナレットは放置されていたがために、政変や内戦などにより遺跡や文化財の破壊が進んだ。
2001年のアメリカのアフガニスタン侵攻では、混乱に乗じての文化財の盗掘が行われ、遺跡も大きな打撃を受けた、またハリー・ルード川によるミナレット土台の浸透浸水の問題や、道路建設などの開発計画も唱えられており、早急な対策が求められている。なお、2002年には遺跡保護のためユネスコの世界遺産（文化遺産）に登録され、問題の早急な対応を促すため危機遺産にも指定された。

### 世界遺産に同時に登録された遺産
- ミナレット周辺の遺跡
- ユダヤ人墓地
- アラビア語の碑文
- 貯水池

## 登録基準
この世界遺産は世界遺産登録基準のうち、以下の条件を満たし、登録された（以下の基準は世界遺産センター公表の登録基準からの翻訳、引用である）。
- (2) ある期間を通じてまたはある文化圏において、建築、技術、記念碑的芸術、都市計画、景観デザインの発展に関し、人類の価値の重要な交流を示すもの。
- (3) 現存するまたは消滅した文化的伝統または文明の、唯一のまたは少なくとも稀な証拠。
- (4) 人類の歴史上重要な時代を例証する建築様式、建築物群、技術の集積または景観の優れた例。